# NGC 3465
NGC 3465 ist eine Spiralgalaxie vom Hubble-Typ Sab im Sternbild Drache am Nordsternhimmel. Sie ist rund 328 Millionen Lichtjahre von der Milchstraße entfernt und hat einen Durchmesser von etwa 110.000 Lichtjahren.
Entdeckt wurde das Objekt am 2. April 1801 von William Herschel.